# بليتش (الموسم 4)
البونت (バウント篇 باونتو هِن) هو الموسم الرابع من أنمي بليتش، ويحتوي على 28 حلقة. قام بإخراج الموسم نوريوكي أبيه وأنتجه تلفاز طوكيو و‌دنستو و‌إستديو بيرو. الموسم مقتبس من مانغا بنفس الاسم للمؤلف تايت كوبو ولكن بقصة حصرية لمسلسل الأنمي فقط. يحكي الموسم عن عرق من البشر يتغذى على الأرواح البشرية لإطالة أعمارهم، وعن صراعهم مع إيتشيغو كوروساكي وحلفائه.
أُذيع الموسم لأول مرة في اليابان في 17 يناير 2006 وانتهى في 1 أغسطس 2006. أصدرت أنيبلكس سبعة مجلدات دي في دي كل منها يحتوي على 4 حلقات ابتداءً من 24 مايو 2006 وحتى 20 ديسمبر 2006.
يحتوي الموسم على 5 شارات موسيقية: شارتا بداية و3 شارات نهاية. شارة البداية لأول 11 حلقة (64-74) هي "زهرة وحيدة" (一輪の花 إتشيرين نو هانا) من أداء هاي آند مايتي كلر؛ بقية الحلقات (75-91) تستخدم «الليلة، الليلة، الليلة» (Tonight, Tonight, Tonight) من أداء بيت كروسيدر. شارة النهاية الأولى هي "وتيرتي" (マイペース ماي بيسو) من أداء صن ست سويش، ثم تحل محلها ابتداءً من الحلقة 75 «هانابي» (Hanabi) من أداء إيكيمونو غاكاري، لتختمهما في الحلقة 87 شارة «أتحرك!!» (Movin!!) من أداء تاكاتشا.

## قائمة الحلقات
| الرقم | عنوان الحلقة                                                                                            | فصول المانغا | تاريخ العرض الأصلي |
| ----- | --- | ------------ | ------------------ |
| 64    | «فصل دراسي جديد، رينجي قد أتى إلى العالم المادي؟!» (新学期、現世に恋次がやって来た！？)                 | حصرية        | 17 يناير 2006      |
| 65    | «رعب زاحف، الضحية الثانية» (忍び寄る恐怖、２番目の犠牲者)                                               | حصرية        | 24 يناير 2006      |
| 66    | «اختراق! الفخ المخفي في المتاهة» (突破せよ！迷宮に潜む罠)                                               | حصرية        | 31 يناير 2006      |
| 67    | «لعبة الموت! زميل الدراسة المفقود» (死のゲーム！消えるクラスメイト)                                     | حصرية        | 7 فبراير 2006      |
| 68    | «هوية الشيطان الحقيقة، السر الذي كُشف» (悪魔の正体、明かされた秘密)                                      | حصرية        | 14 فبراير 2006     |
| 69    | «البونت! صائدو الأرواح» (バウント！魂を狩る者たち)                                                      | حصرية        | 14 فبراير 2006     |
| 70    | «عودة روكيا، إعادة تشكيل الفريق البديل» (ルキアの帰還！代行チーム復活)                                  | حصرية        | 21 فبراير 2006     |
| 71    | «لحظة التصادم! يد شرير تقترب من الكوينسي» (激突の時！クインシーに迫る魔の手)                            | حصرية        | 7 مارس 2006        |
| 72    | «هجوم مائي! الهروب من المستشفى المغلقة» (水の攻撃！閉ざされた病院からの脱出)                            | حصرية        | 14 مارس 2006       |
| 73    | «تجمع البونت! الرجل الذي يقوم بحركته» (バウント集結！動き出す男)                                        | حصرية        | 28 مارس 2006       |
| 74    | «ذكريات من عشيرة خالدة» (永遠を生きる一族の記憶)                                                        | حصرية        | 28 مارس 2006       |
| 75    | «حدث تحطم الأرض في الفرقة الحادية عشرة! الشينيغامي الذين ينهضون مجددًا» (十一番隊激震！よみがえった死神) | حصرية        | 4 أبريل 2006       |
| 76    | «قوة محطمة! فريدو ضد زانغيتسو» (力の激突！フリードVS斬月)                                               | حصرية        | 4 أبريل 2006       |
| 77    | «الضغينة التي لا تختفي! الشينغامي الذي قتله كينباتشي» (消えぬ怨念！剣八が斬った死神)                    | حصرية        | 11 أبريل 2006      |
| 78    | «الكشوف الصادمة للثلاثة عشرة فرقة! الحقيقة المدفونة في التاريخ» (護廷十三隊驚愕!! 歴史に埋もれた真実)   | حصرية        | 2 مايو 2006        |
| 79    | «قرار موت يوشينو» (芳野、死をかけた想い)                                                                | حصرية        | 9 مايو 2006        |
| 80    | «اعتداء من عدو هائل! خط دفاع أخير ضئيل؟!» (強敵の急襲！小さな最終防衛線!?)                              | حصرية        | 16 مايو 2006       |
| 81    | «تحرك هيتسوغايا! الهجوم على الشارع» (日番谷動く！襲われた街)                                            | حصرية        | 23 مايو 2006       |
| 82    | «إيتشيغو ضد داروكو! وصول الظلام المتلاشي» (一護VSダルク！白き闇の出現)                                  | حصرية        | 30 مايو 2006       |
| 83    | «ظل رمادي، سر الدمية» (灰色の影、ドールの秘密)                                                          | حصرية        | 6 يونيو 2006       |
| 84    | «تفكك الفريق البديل؟ خيانة روكيا» (代行チーム分裂？裏切ったルキア)                                      | حصرية        | 13 يونيو 2006      |
| 85    | «معركة الدموع! روكيا ضد أوريهيمي» (涙の死闘！ルキアvs織姫)                                              | حصرية        | 13 يونيو 2006      |
| 86    | «رانغيكو ترقص! اصرع العدو الخفي» (乱菊舞う！見えない敵を斬れ)                                           | حصرية        | 20 يونيو 2006      |
| 87    | «استدعاء بياكويا! الثلاثة عشر فرقة تتحرك» (白哉召集！動き出す護廷十三隊)                                | حصرية        | 4 يوليو 2006       |
| 88    | «إبادة نواب القادة؟! فخ في الكهف تحت الأرض» (副隊長全滅!?地下洞窟の罠)                                  | حصرية        | 11 يوليو 2006      |
| 89    | «إعادة المبارة؟! إيشيدا ضد نيمو» (再戦!? 石田 VS ネム)                                                  | حصرية        | 18 يوليو 2006      |
| 90    | «رينجي أباراي، بانكاي الروح!» (阿散井恋次、魂の卍解！)                                                  | حصرية        | 25 يوليو 2006      |
| 91    | «الشينيغامي والكوينسي، القوة المنتعشة» (死神とクインシー、よみがえる力)                                 | حصرية        | 1 أغسطس 2006       |

## إصدارات منزلية
| المجلد | تاريخ الإصدار  | الحلقات | مرجع   |
| ------ | -------------- | ------- | ------ |
| 1      | 24 مايو 2006   | 64–67   | [ 5 ]  |
| 2      | 28 يونيو 2006  | 68–71   | [ 11 ] |
| 3      | 26 يوليو 2006  | 72–75   | [ 12 ] |
| 4      | 23 أغسطس 2006  | 76–79   | [ 13 ] |
| 5      | 25 أكتوبر 2006 | 80–83   | [ 14 ] |
| 6      | 22 نوفمبر 2006 | 84–87   | [ 15 ] |
| 7      | 20 ديسمبر 2006 | 88–91   | [ 6 ]  |

## معلومات
1. ↑  البونت (バウント؟) هم جماعة تتغذى على أرواح البشر وأيضًا الشينيغامي والكوينسي.
2. ↑  البانكاي (卍解 بانكاي؟، تعني حرفيًا الإطلاق الأخير)، وهي خاصية في قاتل الأرواح تعطيه قوة هائلة وغالبًا يتقن القادة فقط هذه القدرة.